# Gedenknaald Hoogland
De gedenknaald Hoogland is een monument in Hoogland ter nagedachtenis aan de slachtoffers van de Tweede Wereldoorlog.

## Achtergrond
Hoogland was tot 1974 een zelfstandige gemeente, sindsdien maakt het deel uit van de gemeente Amersfoort. Ter herinnering aan 29 inwoners van Hoogland die zijn omgekomen tijdens de bezettingsjaren 1940-1945, werd in de tuin van boerderij Tolick op de hoek Bunschoterstraat / Zevenhuizerstraat een obelisk opgericht. Het monument werd op 4 mei 1946 door burgemeester Gerard Laumans onthuld. 
Na de aanleg van de provinciale weg Amersfoort/Bunschoten werd het beeld verplaatst en in de jaren negentig nogmaals na de aanleg van een rotonde, het staat nu op de hoek Hamseweg / Zevenhuizerstraat. Tijdens de jaarlijkse Nationale Dodenherdenking vindt kranslegging bij het monument plaats.

## Beschrijving
Het monument bestaat uit een staande obelisk op een kort, vierkant voetstuk. Aan de voorzijde van de zuil zijn in reliëf een kruis en het wapen van de gemeente Hoogland aangebracht. Een inscriptie vermeldt: 

TER HERDENKING VAN HEN DIE IN DE JAREN 1940 – 1945 DOOR OORLOGSGEWELD HET LEVEN VERLOREN

Daaronder staan de namen en overlijdensdata van 29 inwoners van Hoogland: J. Braam, A.H. Brouwer, G. Brouwer, H.T. van de Coterlet, A.T. van Dijk, R. v.d. Geer, H.W. Hartogsveld, G. Hartogsveld-smit, A. Kouswijk, W. Lokhorst, B. Midden, H.M.J. Mulder, E. Nagel, H.L. Roest, G.A. Roeten, H. Rouwhorst, A. Ruitenbeek, H. Smink, H.B. Smink, L.J. Smink, S. Stalenhoef, C.I. Tijmense, G. Tijmense, G.G. Tijmense, R.J. Tukker, G.N. van Velsen, W. Voskuilen, A. van Wilgenburg en F. de Wolf.